# Robert Sterling
Pour les articles homonymes, voir Sterling.
Robert Sterling (né le 13 novembre 1917 à New Castle, Pennsylvanie, et mort le 30 mai 2006 à Brentwood, Californie) est un acteur américain.

## Biographie
De 1943 à 1949, il est marié à l'actrice Ann Sothern ; de leur union, conclue par un divorce, est née l'actrice Tisha Sterling. Puis, de 1951 jusqu'à sa mort en 2006, il est marié à l'actrice Anne Jeffreys.

## Filmographie partielle
- 1939 : My Son Is Guilty, de Charles Barton : Judd
- 1941 : Le Châtiment (The Penalty) de Harold S. Bucquet
- 1941 : The Get-Away d'Edward Buzzell : Jeff Crane
- 1941 : I'll Wait for You de Robert B. Sinclair
- 1941 : La Femme aux deux visages (Two-Faced Woman), de George Cukor : Dick 'Dickie' Williams
- 1942 : Johnny, roi des gangsters (Johnny Eager), de Mervyn LeRoy : Jimmy Courtney
- 1942 : Je te retrouverai (Somewhere I'll Find You), de Wesley Ruggles : Kirk 'Junior' Davis
- 1946 : Cœur secret (The Secret Heart), de Robert Z. Leonard : Chase N. Addams
- 1950 : Les Cavaliers du crépuscule (The Sundowners) de George Templeton : Tom Cloud
- 1951 : Show Boat de George Sidney : Stephen Baker
- 1961 : Les lauriers sont coupés (Return to Peyton Place), de José Ferrer : Mike Rossi
- 1961 : Le Sous-marin de l'apocalypse (Voyage to the Bottom of the Sea), d'Irwin Allen : Capitaine Lee Crane
- 1963 : La Quatrième Dimension (The Twilight Zone) (Série TV) : épisode Le journal du Diable (saison 4, épisode 9) : Douglas Winter
- 1964 : Papa play-boy (A Global Affair), de Jack Arnold : Randy Sterling